# Pierrepont (Calvados)
Pour les articles homonymes, voir Pierrepont.
Pierrepont est une commune française, située dans le département du Calvados en région Normandie, peuplée de 84 habitants.

## Géographie

### Hydrographie
La commune est située dans le bassin Seine-Normandie. Elle est drainée par le Boulaire, le ruisseau du Val d'Anis et le fossé 02 de la Bruyère,,.

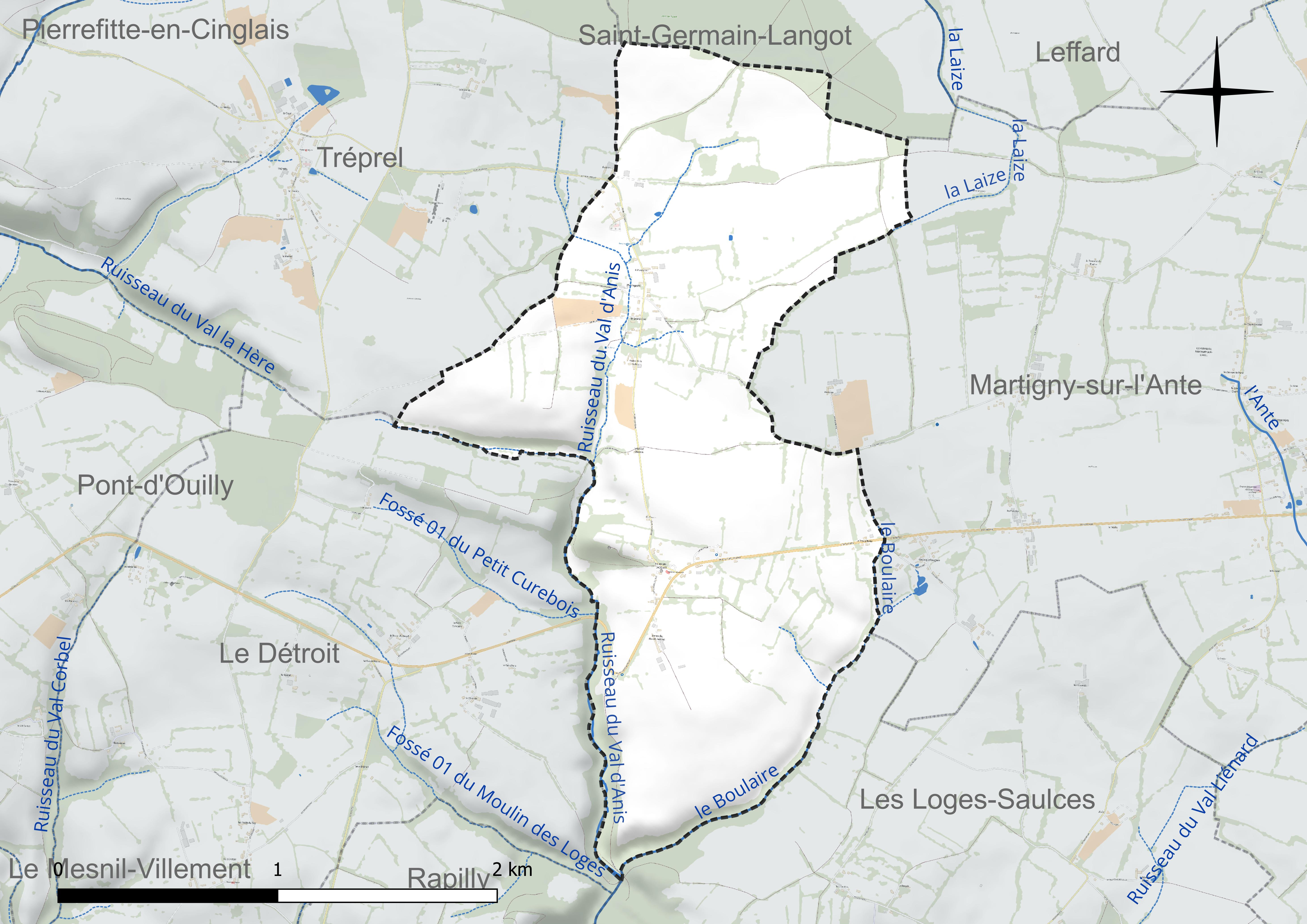
Réseau hydrographique de Pierrepont.

### Climat
Pour des articles plus généraux, voir Climat de la Normandie et Climat du Calvados.
En 2010, le climat de la commune est de type climat océanique altéré, selon une étude du CNRS s'appuyant sur une série de données couvrant la période 1971-2000. En 2020, Météo-France publie une typologie des climats de la France métropolitaine dans laquelle la commune est exposée à un climat océanique et est dans la région climatique  Normandie (Cotentin, Orne), caractérisée par une pluviométrie relativement élevée (850 mm/a) et un été frais (15,5 °C) et venté. Parallèlement le GIEC normand, un groupe régional d’experts sur le climat, différencie quant à lui, dans une étude de 2020, trois grands types de climats pour la région Normandie, nuancés à une échelle plus fine par les facteurs géographiques locaux. La commune est, selon ce zonage, exposée à un « climat contrasté des collines », correspondant au Bocage normand, bien arrosé, voire très arrosé sur les reliefs les plus exposés au flux d’ouest, et frais en raison de l’altitude.
Pour la période 1971-2000, la température annuelle moyenne est de 10 °C, avec  une amplitude thermique annuelle de 13,1 °C. Le cumul annuel moyen de précipitations est de 877 mm, avec 12,9 jours de précipitations en janvier et 8 jours en juillet. Pour la période 1991-2020, la température moyenne annuelle observée sur la station météorologique la plus proche, située sur la commune de Pierrefitte-en-Cinglais à 5 km à vol d'oiseau, est de 11,2 °C et le cumul annuel moyen de précipitations est de 806,5 mm,. Pour l'avenir, les paramètres climatiques de la commune estimés pour 2050 selon différents scénarios d’émission de gaz à effet de serre sont consultables sur un site dédié publié par Météo-France en novembre 2022.

## Urbanisme

### Typologie
Au 1er janvier 2024, Pierrepont est catégorisée commune rurale à habitat très dispersé, selon la nouvelle grille communale de densité à 7 niveaux définie par l'Insee en 2022.
Elle est située hors unité urbaine. Par ailleurs la commune fait partie de l'aire d'attraction de Caen, dont elle est une commune de la couronne,. Cette aire, qui regroupe 296 communes, est catégorisée dans les aires de 200 000 à moins de 700 000 habitants,.

### Occupation des sols
L'occupation des sols de la commune, telle qu'elle ressort de la base de données européenne d’occupation biophysique des sols Corine Land Cover (CLC), est marquée par l'importance des territoires agricoles (94,2 % en 2018), une proportion identique à celle de 1990 (94,2 %). La répartition détaillée en 2018 est la suivante : 
terres arables (56,4 %), prairies (37,8 %), forêts (5,8 %). L'évolution de l’occupation des sols de la commune et de ses infrastructures peut être observée sur les différentes représentations cartographiques du territoire : la carte de Cassini (XVIIIe siècle), la carte d'état-major (1820-1866) et les cartes ou photos aériennes de l'IGN pour la période actuelle (1950 à aujourd'hui).

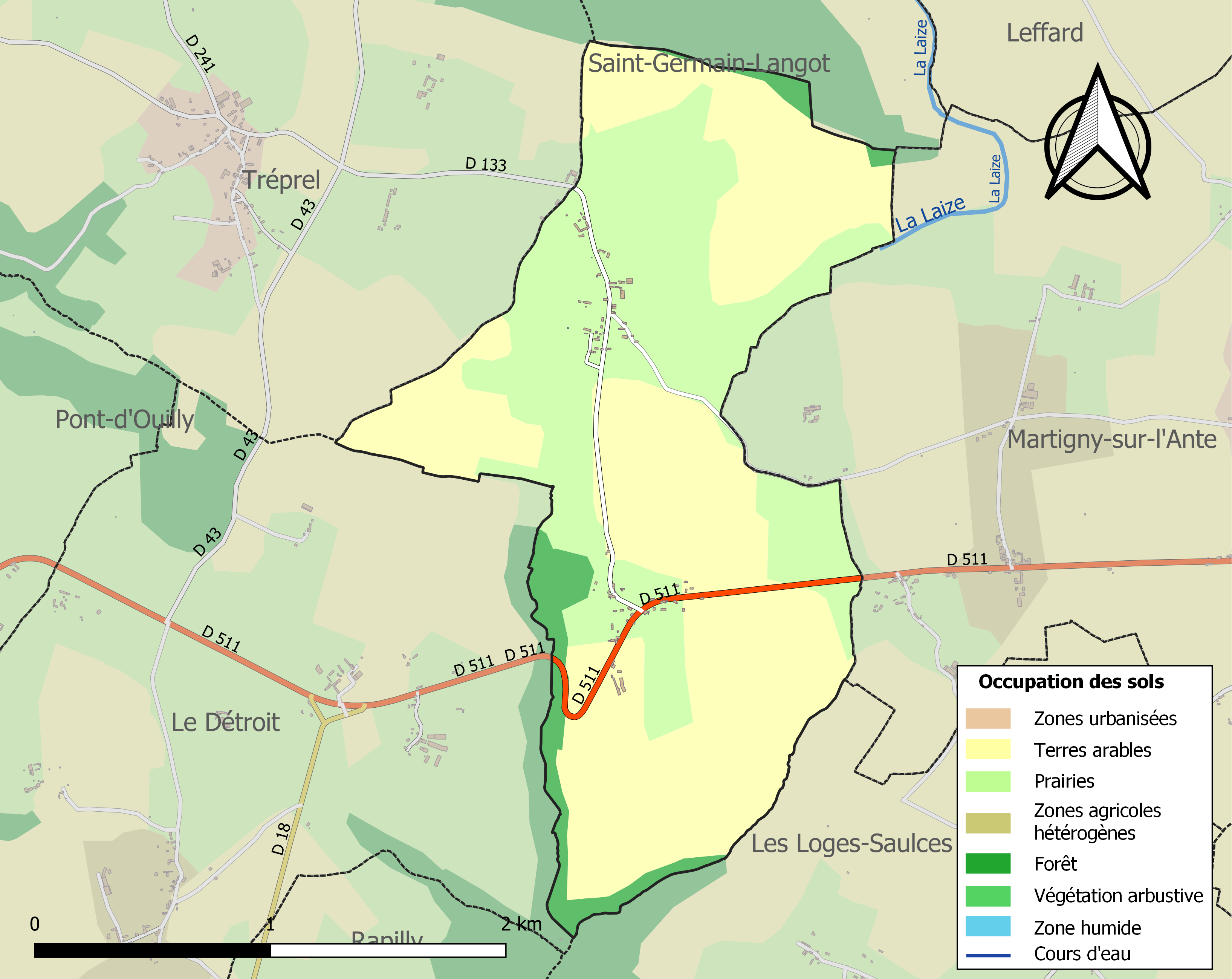
Carte des infrastructures et de l'occupation des sols de la commune en 2018 (CLC).

## Toponymie
Le nom de la localité est attesté sous les formes latinisées Petra Ponti entre 1040 et 1066, Petrespont en 1145.
Il s'agit d'une formation toponymique médiévale caractéristique du nord de la France (voir Pierrepont-sur-Avre, basée sur les appellatifs pierre au sens de « fragment de roche servant à la construction » et pont « construction élevée d'un bord à l'autre d'une rivière, pour permettre de la traverser », ayant le sens global de « pont de pierre ».
On s'attendrait à un Pontpierre, comme forme synthétique de Pont de pierre comme Pontpierre, mais l'ordre des mots déterminant - déterminé s'est imposé comme calque du germanique *steinaz-*brugjǭ. Ce dernier a donné par exemple Steinbrücken, nom allemand de Pontpierre, forme romanisée apparue tardivement.

## Politique et administration
| Période                                  | Période   | Identité               | Étiquette | Qualité     |
| ---------------------------------------- | --------- | ---------------------- | --------- | ----------- |
| avant 1981                               | ?         | Théodore Lecoq         |           |             |
| 1995                                     | mars 2014 | Léon Lefoulon          | SE        | Agriculteur |
| mars 2014                                | En cours  | Jean-Jacques Lemercier | SE        | Enseignant  |
| Les données manquantes sont à compléter. |           |                        |           |             |

Le conseil municipal est composé de sept membres dont le maire et une adjointe.

## Démographie
L'évolution du nombre d'habitants est connue à travers les recensements de la population effectués dans la commune depuis 1793. Pour les communes de moins de 10 000 habitants, une enquête de recensement portant sur toute la population est réalisée tous les cinq ans, les populations de référence des années intermédiaires étant quant à elles estimées par interpolation ou extrapolation. Pour la commune, le premier recensement exhaustif entrant dans le cadre du nouveau dispositif a été réalisé en 2005.
En 2022, la commune comptait 84 habitants, en évolution de −9,68 % par rapport à 2016 (Calvados : +1,58 %, France hors Mayotte : +2,11 %).
| 1793 | 1800 | 1806 | 1821 | 1831 | 1836 | 1841 | 1846 | 1851 |
| ---- | ---- | ---- | ---- | ---- | ---- | ---- | ---- | ---- |
| 300  | 140  | 201  | 208  | 218  | 248  | 250  | 216  | 214  |

| 1856 | 1861 | 1866 | 1872 | 1876 | 1881 | 1886 | 1891 | 1896 |
| ---- | ---- | ---- | ---- | ---- | ---- | ---- | ---- | ---- |
| 210  | 210  | 191  | 188  | 197  | 205  | 185  | 153  | 160  |

| 1901 | 1906 | 1911 | 1921 | 1926 | 1931 | 1936 | 1946 | 1954 |
| ---- | ---- | ---- | ---- | ---- | ---- | ---- | ---- | ---- |
| 127  | 127  | 115  | 114  | 113  | 121  | 130  | 104  | 120  |

| 1962 | 1968 | 1975 | 1982 | 1990 | 1999 | 2005 | 2006 | 2010 |
| ---- | ---- | ---- | ---- | ---- | ---- | ---- | ---- | ---- |
| 124  | 112  | 96   | 89   | 92   | 87   | 92   | 93   | 94   |

| 2015 | 2020 | 2022 | - | - | - | - | - | - |
| ---- | ---- | ---- | - | - | - | - | - | - |
| 93   | 87   | 84   | - | - | - | - | - | - |

## Héraldique
| Blason de Pierrepont | Blason  | Coupé: au 1er parti au I de gueules à deux léopards d'or armés et lampassés d'azur l’un au-dessus de l'autre, au II de sinople à la tête de cerf d'argent, au 2e d'azur au pont isolé d'une arche d'argent maçonné de sable.        |
| Blason de Pierrepont | Détails | Armes parlantes. - Le pont de pierre évoque le nom de la commune. - La tête de cerf est l'attribut de saint Julien. - Les deux léopards d'or rappellent le blason de la Normandie. Le statut officiel du blason reste à déterminer. |